# Partners Again
Partners Again is een Amerikaanse filmkomedie uit 1926 onder regie van Henry King.

## Verhaal
De Joodse ondernemers Abe Potash en Mawruss Perlmutter worden tweedehandsautohandelaren. Na een ruzie zetten ze hun samenwerking stop. Abe wordt vervolgens opgelicht door een stel boeven. Hij wordt bijna in de cel gegooid, maar Mawruss schiet hem juist op tijd te hulp.

## Rolverdeling
| Acteur          | Personage          |
| --------------- | ------------------ |
| George Sidney   | Abe Potash         |
| Alexander Carr  | Mawruss Perlmutter |
| Betty Jewel     | Hattie Potash      |
| Allan Forrest   | Dan                |
| Robert Schable  | Schenckmann        |
| Lillian Elliott | Rosie Potash       |
| Earl Metcalfe   | Piloot             |
| Lew Brice       | Pazinsky           |
| Gilbert Clayton | Sammett            |
| Anna Gilbert    | Mevrouw Sammett    |